# Lammassaari (ö i Södra Savolax, Nyslott, lat 61,70, long 28,60)
Lammassaari är en ö i Finland. Den ligger i sjön Pihlajavesi och i kommunen Nyslott i  landskapet Södra Savolax, i den sydöstra delen av landet, 260 km nordost om huvudstaden Helsingfors. Öns area är 19,4 hektar och dess största längd är 0,8 kilometer i sydöst-nordvästlig riktning.